# فريد هيكينجر
فريد هيكينجر هو ممثل أمريكي ولد في 1998 أو 1999.

## روابط خارجية
- فريد هيكينجر على موقع IMDb (الإنجليزية)
- فريد هيكينجر على موقع ميتاكريتيك (الإنجليزية)
- فريد هيكينجر على موقع روتن توميتوز (الإنجليزية)
- فريد هيكينجر على موقع ألو سيني (الفرنسية)
- فريد هيكينجر على موقع أول موفي (الإنجليزية)
- فريد هيكينجر على موقع قاعدة بيانات الفيلم (الإنجليزية)